# Operation Rolling Thunder
Operation Rolling Thunder var kodenavnet for en omfattende amerikansk bombekampagne, der fandt sted under Vietnamkrigen.
Målet med operationen var dels at forbedre moralen hos Saigon-regimet i Vietnam, at overbevise Nordvietnam at ophøre med at hjælpe FNL samt at ødelægge Nordvietnams transportsystem, industrielle kapacitet og luftforsvar og at stoppe strømmen af tropper mellem Syd- og Nordvietnam.
Operationen blev den mest intensive under Den Kolde Krig og var den sværeste, som USA have udkæmpet siden bombningen af Nazi-Tyskland under 2. Verdenskrig. Nordvietnam med støtte fra sine allierede Kina og Sovjetunionen til modangreb, blandt andet med potente luft-til-luft-missiler. Effekten af operationen blev stik modsat: Bombningerne styrkede blot kampmoralen i Nordvietnam.
Modstanden førte i sidste instans til, at Operation Rolling Thunder blev droppet i 1968.

## Baggrund
Som svar på præsident Ngo Dinh Diems genforeningvalg samt undertrykkelsen af kommunisterne i slutningen af 1950'erne, var Hanoi begyndt at sende våben og materiel til det sydlige Vietnams nationale befrielsesfront, FNL-guerillaen, som gjorde oprør for at styrte det amerikanskstøttede Saigon-regime. For at slås mod FNL og hjælpe regimet i syd sendte USA penge, militær og andre fornødenheder.
Operationen indledtes som svar på guerillaangreb på amerikanske baser. Den anden del af reaktionen fra USA bestod i at indsætte de første regulære amerikanske kamptropper i Sydvietnam.

## Eksterne links
- Wikimedia Commons har flere filer relateret til Operation Rolling Thunder